# Vulpia myuros
Espèce
Classification APG III (2009)
Vulpia myuros est une espèce de Poaceae (graminées) halophyte. Elle est appelée en français Vulpie queue-de-rat, Vulpie queue-de-souris ou encore Fétuque queue-de-rat.
Vulpia myuros est considérée comme une mauvaise herbe dans les pâturages et les cultures agricoles dans le sud de l'Australie-Méridionale. 